# Sachith Maduranga
Sachith Maduranga (né le 12 juin 1990) est un athlète srilankais, spécialiste du lancer de javelot.

## Biographie
Son meilleur lancer était de 77,80, réalisé à Colombo le 5 juillet 2012, puis de 78,52 m, toujours à Colombo en 2013, avant qu'il ne remporte la médaille d'argent lors des Championnats d'Asie 2013 à Pune, avec un record national de 79,62 m.

### Palmarès
| Date | Compétition         | Lieu | Résultat | Performance |
| ---- | ------------------- | ---- | -------- | ----------- |
| 2013 | Championnats d'Asie | Pune | 2e       | 79,62 m     |

### Records
| Épreuve           | Performance | Lieu | Date           |
| ----------------- | ----------- | ---- | -------------- |
| Lancer du javelot | 79,62 m     | Pune | 5 juillet 2013 |